# Gadis Arivia

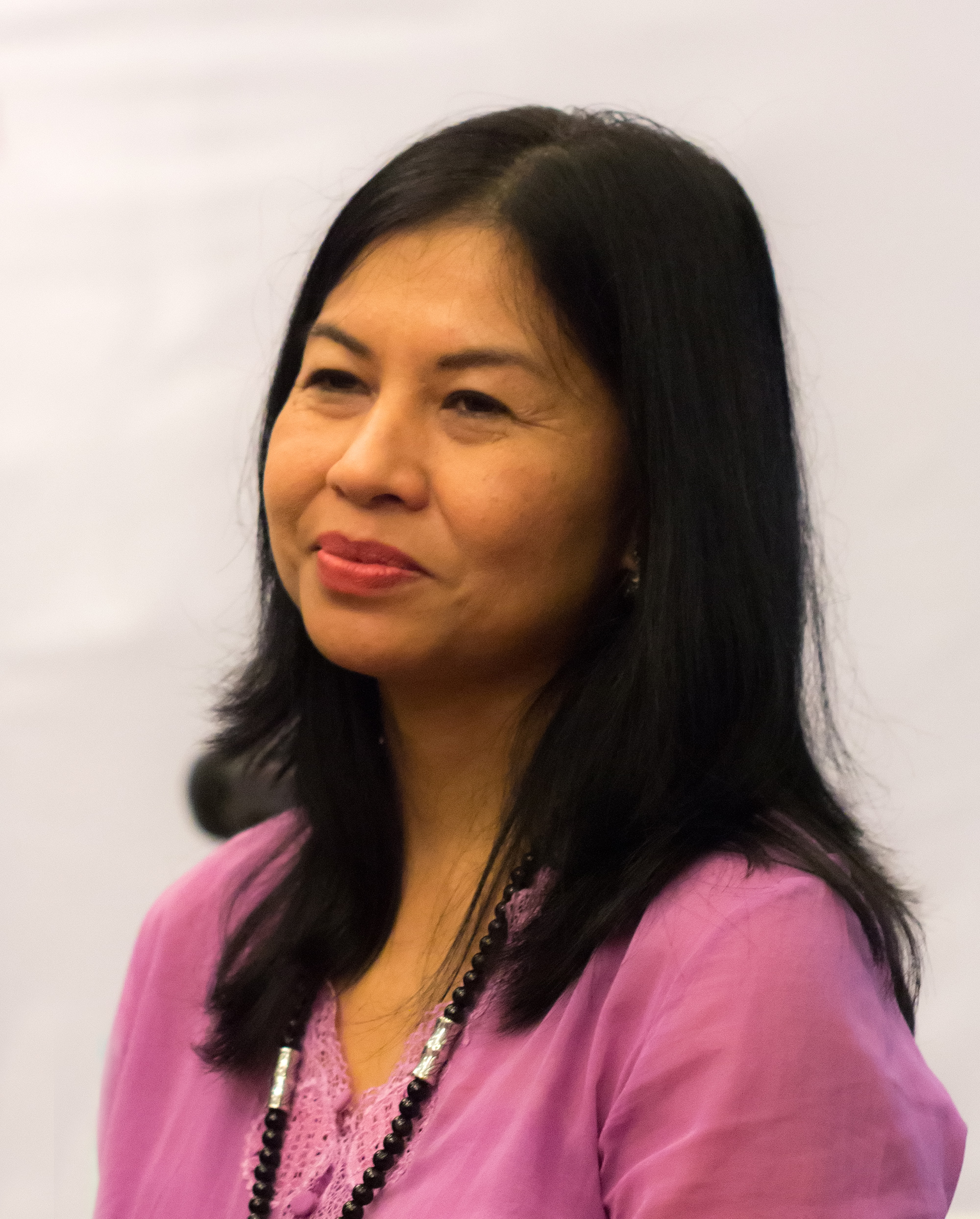
Gadis Arivia auf der International Conference on Feminism, 2016

Gadis Arivia (* 8. September 1964 in Neu-Delhi, Indien) ist eine indonesische Philosophin, Hochschullehrerin und Aktivistin. Sie lehrte an der Universität Indonesia und gründete 1996 Indonesiens erste feministische Zeitschrift. Sie wurde 1998 von der Regierung Suharto verhaftet, weil sie während der asiatischen Finanzkrise gegen den Anstieg der Milchpreise protestiert hatte.

## Leben und Werk
Arivia wurde als Tochter eines indonesischen Diplomaten in Indien geboren und verbrachte die meiste Zeit ihrer Kindheit im Ausland. Neben ihrem Aufenthalt in Indien verbrachte sie auch einige Zeit in Äthiopien und Ungarn, wo sie an der British Embassy School in Budapest studierte. Nachdem sie einige Zeit in Indonesien studiert hatte, absolvierte sie ihr Abitur an der McLean High School in McLean (Virginia), während ihr Bruder in Washington D.C. stationiert war. Anschließend setzte sie in Jakarta ihr Studium am Diplom-III-Programm in französischer Literatur der Universität Indonesia fort und schloss später an derselben Universität ein Philosophiestudium ab. 1991 begann sie an der Universität Indonesia a zu unterrichten und war verantwortlich für den Eröffnungskurs Feministische Paradigmen. 1992 immatrikulierte sie sich an der School for Advanced Studies in the Social Sciences (EHESS) in Paris und erhielt zwei Jahre später ihren Master-Abschluss in Sozialpsychologie.
Nach ihrer Rückkehr nach Indonesien unterrichtete Arivia wieder und gründete 1995 die Jurnal Perempuan Foundation und die erste indonesische Frauenzeitschrift Jurnal Perempuan, bei der sie unentgeltlich als Direktorin der Zeitschrift arbeitete. Während der asiatischen Finanzkrise protestierte sie gegen die steigenden Milchpreise. Am 23. Februar 1998 schloss sie sich etwa zwanzig anderen Frauen an, um bei einem von Jurnal Perempuan organisierten Protest gegen hohe Preise zu protestieren. Arivia wurde mit der Astronomin Karlina Leksono Supelli und der Aktivistin Wilasih Noviana festgenommen und nach umfangreicher öffentlicher Unterstützung wurden die drei wieder freigelassen.
2002 promovierte sie in Philosophie an der Universität Indonesia mit der Dissertation Dekonstruksi Filsafat Barat, Menuju Filsafat Berperspektif Feminis, die im folgenden Jahr als Filsafat Berperspektif Feminis veröffentlicht wurde.
Arivia lehrte bis 2017 zeitgenössische Philosophie und feministische Theorie an der Fakultät für Geisteswissenschaften der Universität Indonesia. 2018 wechselte sie als außerordentliche Professorin für Soziologie und Soziologie der Geschlechter an das Montgomery College in Takoma Park, Maryland. Sie ist mit Richard Pollard verheiratet, mit dem sie zwei Kinder hat und lebt derzeit in Bethesda (Maryland).

## Ehrungen
Der indonesische Presseverband (AJI) verlieh ihr 2006 den Tasrif-Preis für ihre Arbeit im Bereich Frauenrechte und soziale Gerechtigkeit, die französische Regierung 2017 für ihre Arbeit zu Geschlechtergleichstellung und Menschenrechten.

## Veröffentlichungen (Auswahl)
- Filsafat Berperspektif Feminis. Jakarta: Jurnal Perempuan Foundation, 2003, ISBN 978-979-3520-00-1.
- Menggalang Perubahan: Perlunya Perspektif Gender dalam Otonomi Daerah. Jakarta: Jurnal Perempuan Foundation, 2003, ISBN 978-979-3520-00-1.
- Feminisme: Sebuah Kata Hati. Jakarta: Kompas, 2006, ISBN 978-979-709-244-3.
- Donny Gahral Adian: Relations between Religions and Cultures in Southeast Asia. Washington, D.C.: Council for Research in Values and Philosophy, 2009, ISBN 978-979-709-244-3.